# Lake-Muir-Nationalpark
Der Lake-Muir-Nationalpark (englisch: Lake Muir National Park) befindet sich 84 Kilometer südöstlich von Manjimup und 368 Kilometer südlich von Perth in Western Australia. Der Nationalpark besteht aus Feuchtgebieten mit Riedgras, Gebüschen und Bäumen.

## Name
Der Name des Nationalparks und des Lake Muir geht wahrscheinlich auf den Holzfäller Thomas Muir zurück, der als erster Europäer im Gebiet von Manjimup siedelte.

## Lage
Der Nationalpark grenzt im Süden an das Lake-Muir-Reservat. Der Lake Muir liegt nördlich des Parks.
Der Lake-Muir-Nationalpark erstreckt sich über eine Fläche von 96,25 km². Entsprechend einer Planung aus dem Jahr 2012 sollen 643 km² des Nationalparks in das 10.889,2 km² große Muir-Berup-Ramsar-Feuchtgebiet integriert werden. Die Feuchtgebiete in diesem Gebiet haben auch große Bedeutung für die lokalen Aborigines der Noongar.

## Flora und Fauna
Neben den Pflanzen in den Feuchtgebieten des Nationalparks wachsen auch große Eukalypten und weitere Pflanzen, darunter auch Orchideen.
Im Gebiet des Nationalparks leben mehrere Säugetierarten, darunter Bürstenschwanz-Rattenkänguru, Derbywallaby, Numbat, Tammar-Wallaby. Auf dem Muir Lake leben 50 Wasservogelarten, darunter Zwergdommel, Australische Rohrdommel, Südsee-Sumpfhuhn, Blesshuhn, Schwarzschwan und Silberkopfmöwe, die dort auch brüten. 52.000 Wandervögel wurden gezählt, darunter auch der Rotkehlstrandläufer.